# Anton Raphael Mengs
Anton Raphael Mengs, né le 12 mars 1728 à Aussig, en Bohême, et mort le 29 juin 1779 à Rome, est un peintre et théoricien d'art allemand, premier chef de file du mouvement néo-classique en peinture, qui remplace le rococo comme style de peinture dominant en Europe.

## Biographie

### Jeunesse et formation
Anton Raphael Mengs naît en 1728 à Ústí nad Labem (en allemand : Aussig) dans le royaume de Bohême. Il est le fils d'Ismael Mengs, un peintre d'origine danoise, peintre officiel du tribunal municipal et artiste spécialisé dans la miniature et les émaux, qui s'est finalement établi à Dresde, où se trouvait la cour des électeurs et rois saxons-polonais. Sa sœur aînée, Thérèse Maron, est également peintre, tout comme sa sœur cadette, Julia (en).
Sa naissance et celle de Thérèse en Bohême ne sont qu'une simple coïncidence. Leur mère n'est pas la femme de leur père : Ismael a entretenu une liaison de plusieurs années avec la gouvernante de la famille, Charlotte Bormann. Dans le but de dissimuler la naissance des deux enfants illégitimes, Ismael emmène Charlotte, sous prétexte de « vacances » dans la plus grande ville étrangère la plus proche, Ústí nad Labem (90 km en amont de l'Elbe). Au moins dans le cas d'Anton, Ismael Mengs ramène le bébé et Charlotte à Dresde quelques semaines après la naissance. Ils y vivent pendant 13 ans.
Dans un premier temps, son père lui sert de professeur de dessin et de peinture à l'huile. En 1741, Israël Mengs part avec son fils à Rome, où il copie en miniature certaines œuvres de Raphaël pour l'électeur de Saxe, destinées à Dresde. Le jeune Anton Raphael travaille sous la direction de Marco Benefial, un peintre orienté vers un style qui est déjà un prélude au néoclassicisme. Il étudie également les statues antiques du Belvédère, les Chambres de Raphaël et la peinture classique du XVIIe siècle ; peu de preuves subsistent de cette expérience, à part le dessin Le arti mourn Raffaello, conservé au British Museum de Londres, dérivé d'une gravure de Carlo Maratta.

### Carrière

#### Débuts
Anton Raphael Mengs rentre à Dresde en 1744. En 1749, il est nommé premier peintre d'Auguste III, électeur de Saxe, exécutant principalement des portraits au pastel, dont le Portrait d'Auguste III, le Portrait du Père et un autoportrait, tous désormais conservés à la Gemäldegalerie Alte Meister de la ville. En 1746, il va à Venise, Parme et Bologne. Il continue cependant à passer une grande partie de son temps à Rome où il fréquente l'Académie de peinture et produit plusieurs compositions, notamment une Sainte Famille en 1748, pour laquelle une jolie fille lui sert de modèle, Margarita Guazzi (1730-1778), avec laquelle il se marie en 1749. Celle-ci lui fait abjurer la foi protestante pour se convertir au catholicisme.

#### Succès

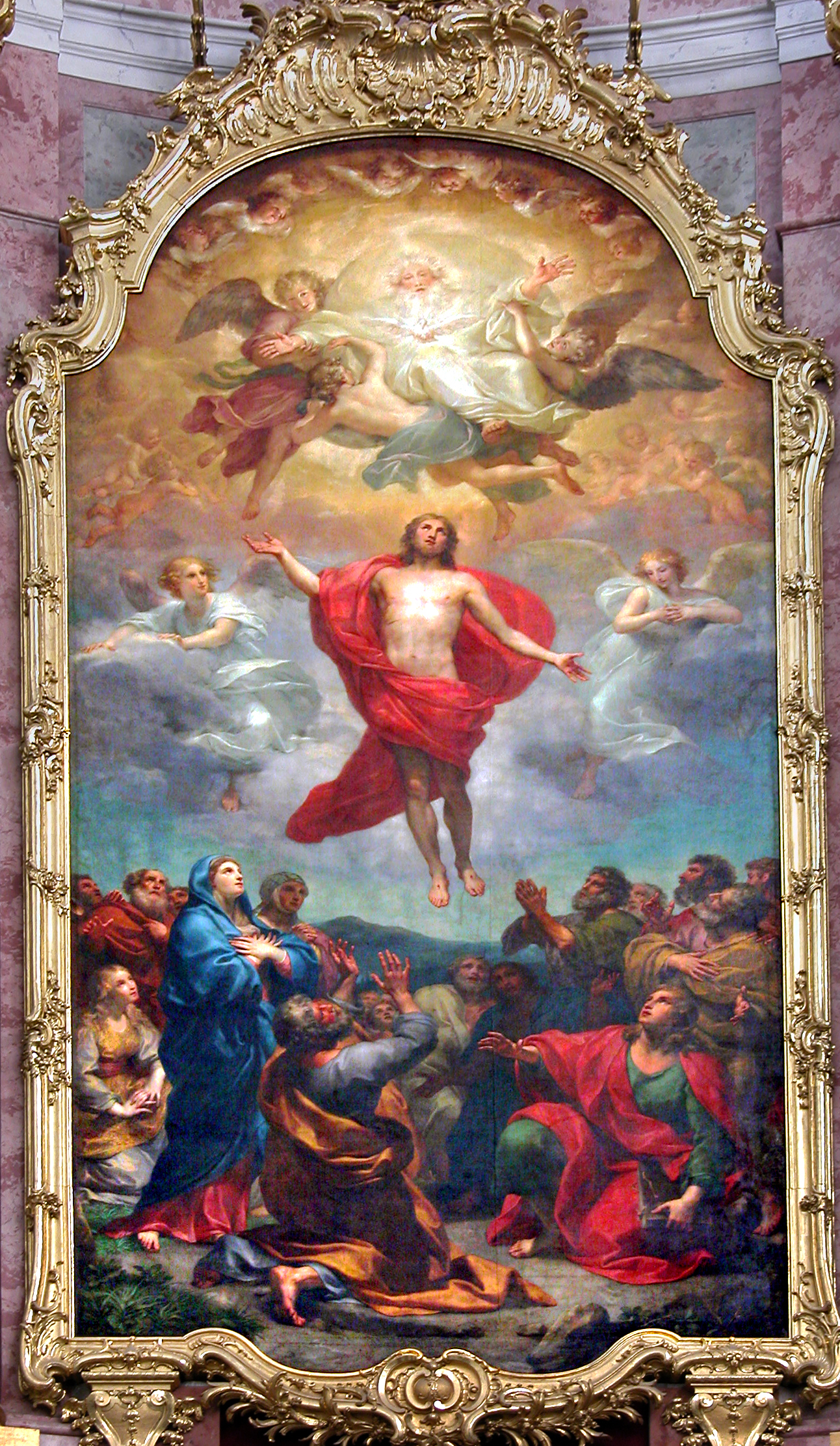
Retable de L'Ascension, cathédrale de la Sainte-Trinité de Dresde.

En 1749, il accepte une commande du duc de Northumberland visant à réaliser une copie à l'huile sur toile de la fresque de Raphaël L'École d'Athènes, destinée à la Northumberland House, sa demeure londonienne. Exécuté en 1752-1755, le tableau de Mengs est en taille réelle, mais il adapte la composition à un format rectangulaire et ajoute des figures. Le tableau fait désormais partie de la collection du Victoria and Albert Museum.
Sur commande d'Auguste III, il crée en 1750 Le Rêve de Joseph et La Victoire de la religion chrétienne pour la cathédrale de la Sainte-Trinité de Dresde. Lors de la consécration de la cathédrale, en 1751, il est chargé de terminer les peintures du grand autel et obtient la permission de les exécuter à Rome. Après un séjour à Venise au cours de l'hiver 1751, il revient à Rome pour peindre en contact direct avec les chefs-d'œuvre classiques, le retable de L'Ascension destiné au maître-autel de la cathédrale, qui n'est cependant achevé qu'en 1766. Il est accueilli à l'Accademia di San Luca après une première période de méfiance, dont il écrit : « Je n'ai vu que de l'envie, les écoles divisées en sept, et Rome réduite à un labyrinthe dans lequel je devais presque nécessairement me perdre », et entre dans les bonnes grâces du cardinal Alessandro Albani, neveu du pape Clément XI.
Il devient en 1754 directeur de l'Académie de peinture du Vatican, érigée sur le Capitole.
Fin 1755, il rencontre Johann Joachim Winckelmann, dont il jouit de l'amitié en raison de leur intérêt commun pour les antiquités romaines : l'harmonie avec Winckelmann est telle que ce dernier le définit même comme « le plus grand artiste de son temps et peut-être aussi des temps à venir ».
Cette période lui est très profitable, avec la Danseuse grecque et le Philosophe, commandés par le marquis Croixmare (1755-1756), aujourd'hui perdus et connus grâce à deux dessins préparatoires conservés à Karlsruhe ; le Jugement de Pâris (vers 1756), conservé au musée de l'Ermitage de Saint-Pétersbourg ; la Présentation de la Vierge au Temple (1757), peinte pour la Chapelle Palatine du palais de Caserte, détruite pendant la Seconde Guerre mondiale.
En 1757, il peint la fresque de La Gloria di sant'Eusebio sur le dôme de l'Église Sant'Eusebio de Rome.
Deux ans plus tard, il est appelé à Naples par le roi Charles et la reine Marie-Amélie. Son mari étant appelé à succéder à son frère sur le trône espagnol, la reine de Naples et de Sicile, lui demande d'exécuter les portraits de membres de la famille royale avant leur retour en Espagne. En 1760, il peint le Portrait de Ferdinand Ier, fils cadet du roi lui ayant succédé à l'âge de 8 ans sur les trônes de Naples et de Sicile et qui n'avait pas accompagné le couple royal à Madrid. L'œuvre de Mengs sera âprement critiquée par ses pairs, jaloux de la faveur dont il bénéficiait.[réf. nécessaire]

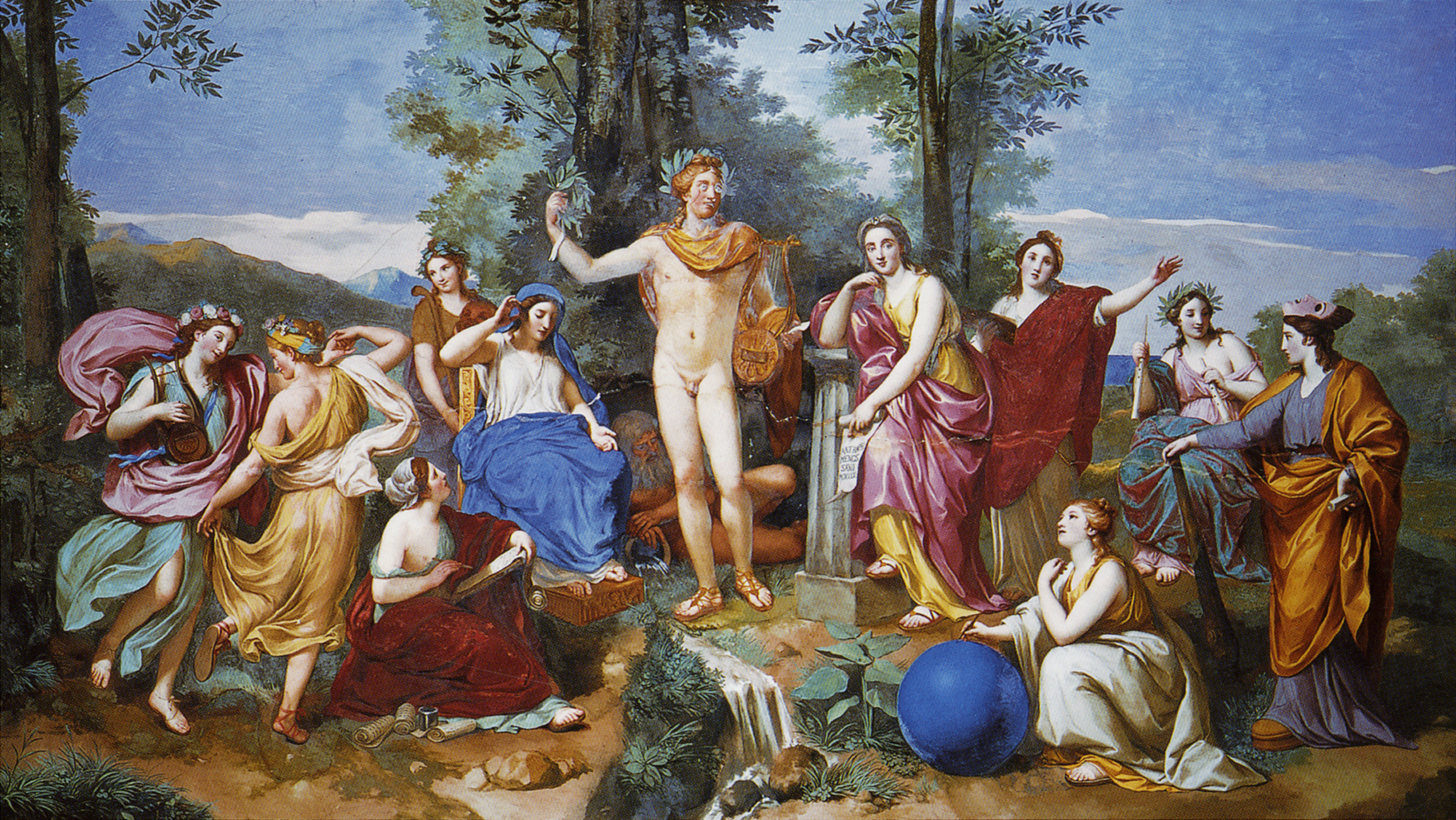
Parnasse, fresque,, 1761, Villa Albani, Rome.

Il achève en mars 1761 une œuvre destinée à lui assurer une renommée européenne, la fresque du Parnasse pour la salle de la Villa Albani située près de la Porta Salaria. Dans celle-ci, où le cardinal Alessandro Albani est représenté comme Apollon, protecteur des arts, il tend à créer une composition parfaitement composée et simplifiée, presque dépourvue de profondeur et de mouvement, avec des citations tirées de la statuaire antique, des fresques d'Herculanum et des peintures de Raphaël. L'élément le plus dynamique est constitué de deux danseurs, motif issu des découvertes archéologiques contemporaines, notamment des fresques trouvées dans la soi-disant villa de Cicéron à Pompéi. On peut cependant voir des références au Parnasse de Raphaël, peint à fresque dans la Chambre de la Signature au Vatican, dans la disposition formelle et dans celle des figures.

### Dernières années
À la demande de la reine Marie-Amélie (née princesse de Saxe), Raphael Mengs se rend à Madrid où il arrive le 7 octobre 1761. La reine meurt quelques mois plus tôt et le roi Charles III est inconsolable. Il accorde néanmoins sa confiance au peintre et le nomme portraitiste de la cour. Le peintre assure pour la découverte et diffusion des modèles classiques, le lien entre l'Espagne, Naples et Rome. Charles III le nomme directeur honoraire de la peinture à l'Académie royale des Beaux-Arts Saint-Ferdinand, à qui le peintre fait don de sa collection de plâtres. Mengs y introduit l'enseignement du dessin par la méthode qui consiste à copier la statuaire antique et les œuvres de la Renaissance, participant ainsi à l'évolution de la culture espagnole du baroque au classicisme.  

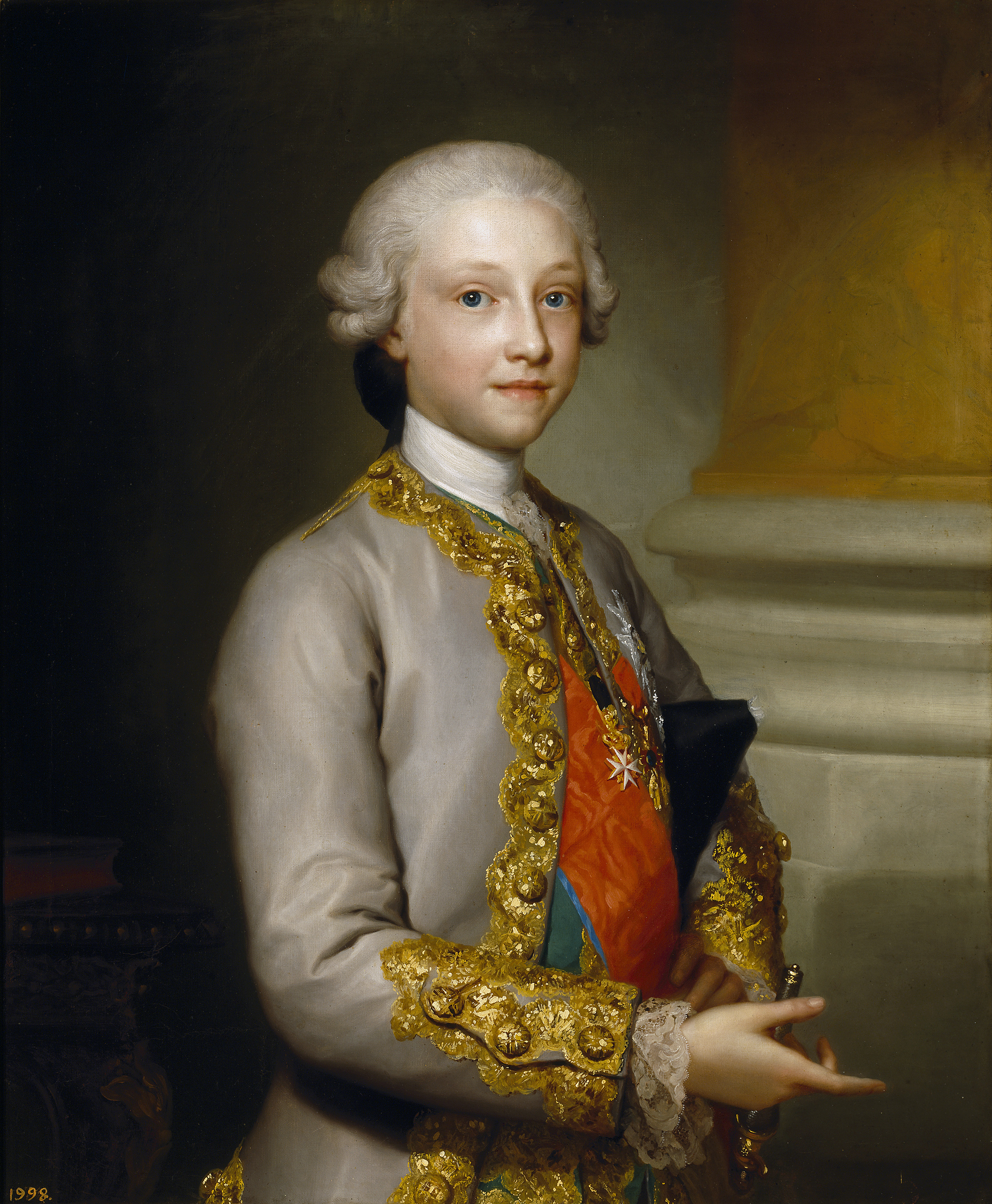
Portrait de Gabriel d'Espagne, 1767, musée du Prado.

À la différence de Tiepolo et de sa peinture fantasmagorique, Mengs décore les demeures royales — dont les salles du palais royal de Madrid — de fresques représentant Aurora et l'Apothéose d'Hercule. Il y produit quelques-unes de ses meilleures peintures. Confronté à des intrigues de toutes sortes, il retourne en Italie en 1769, laissant la décoration du palais royal inachevée.
Il exerce son art à Rome et Florence, et se trouve à Gênes fin mars 1770, où il ne réalise qu'un seul tableau, le Portrait de Tommasina Balbi Cambiaso. En 1771, de retour à Rome, il est nommé « prince » de l'Académie de San Luca, qui entend ainsi embrasser définitivement les principes néoclassiques naissants, avec un rejet clair du baroque. L'année suivante, il peint l'Allégorie de l'Histoire pour la chambre des papyrus du Vatican. En 1773, après un court séjour à Naples, il retourne à Madrid terminer la décoration du palais royal notamment la salle à manger du roi où il développe le thème du triomphe de Trajan et du temple de la gloire. Cependant sa santé précaire l'oblige à retourner à Rome dès 1777.
Son épouse Margarita meurt le 3 avril 1778. Mengs l'avait immortalisée dans son œuvre Le Parnasse, où elle prête ses traits à la muse qui tient la tablette portant son nom. Mengs la suit dans la tombe, le 29 juin 1779, dans la gêne, laissant vingt enfants, dont sept pensionnés par le roi d'Espagne. La tsarine Catherine II de Russie confie à Vincenzo Pacetti l'édification d'un magnifique tombeau dans l'église Santi Michele e Magno.  
Sa sœur, Theresia-Concordia, (1725-1806), s'est fait connaître comme peintre de miniatures. Elle épouse un élève de son frère, le peintre viennois Anton von Maron, arrivé à Rome en 1755. Elle meurt à Rome le 10 octobre 1806.
Agustín Esteve, Francisco Bayeu et Mariano Salvador Maella en Espagne, le sculpteur Ivan Martos et Giacomo Quarenghi (1744-1817), architecte à Saint-Pétersbourg, sont aussi ses élèves. 
Raphael Mengs était un ami de Giacomo Casanova qui décrit sa personnalité et sa réputation à travers des anecdotes dans son Histoire de ma vie et notamment sa rivalité avec son contemporain italien, le peintre Pompeo Girolamo Batoni.

## Style et influence

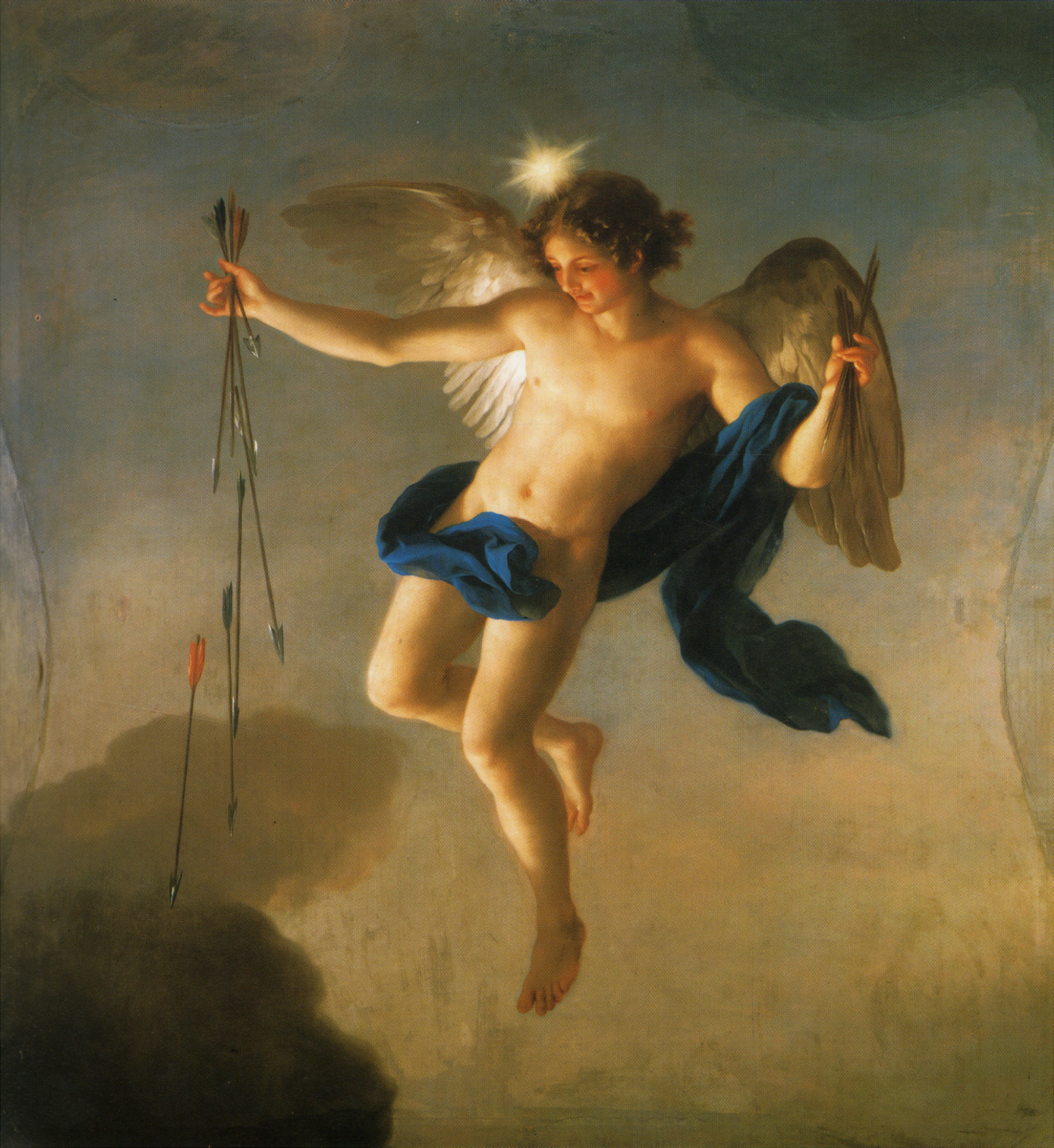
Hespéros comme personnification du soir, vers 1765, huile sur toile, 192 x 180 cm, Palais de la Moncloa, Madrid.

Rejetant la tradition picturale du baroque et du rococo à travers l'étude de l'Antiquité et de Raphaël, Raphael Mengs crée des compositions d'une noble simplicité, aux couleurs claires et brillantes.
Ses portraits et autoportraits montrent une attention aux détails et une perspicacité souvent perdues dans ses plus grandes peintures. Sa proximité avec Johann Joachim Winckelmann a accru son importance historique. Il en est venu à partager l'enthousiasme de Winckelmann pour l'Antiquité classique et a travaillé à établir la domination de la peinture néoclassique sur le style rococo alors populaire. Ses peintures peuvent être considérées comme la transposition en peinture des théories prêchées par son ami. Dans le même temps, l’influence du baroque romain reste forte dans son œuvre, notamment dans ses peintures religieuses. Il se serait considéré comme le premier néoclassique, alors qu'en fait, il est peut-être le dernier fleuron de l'art baroque. Rudolf Wittkower a écrit : « En dernière analyse, il est autant une fin qu'un début ». Goethe regrettait que « tant de connaissances aient dû être alliées à un manque total d'initiative et à une pauvreté d'invention, et incarnées dans un maniérisme tendu et artificiel ».
La production de Raphael Mengs est liée aux principes fondamentaux du néoclassicisme. Sans surprise, ses œuvres se caractérisent par des compositions très équilibrées et symétriques, par un dessin clair (comme Winckelmann, Mengs maintient la supériorité de la ligne sur la couleur) et par une palette composée de couleurs très vives, par opposition aux subtilités du rococo. Il tend à atteindre un état de « beauté sublime » avec ses personnages, partagé par d'autres peintres classiques résidant à Rome au XVIIe siècle, comme Andrea Sacchi et Nicolas Poussin.
Son discours artistique, en plus d'impliquer des doctrines néoclassiques, s'appuie également sur une révision critique de l'œuvre du Corrège, de Raphaël et du Titien : dans son analyse, il développe une attitude intolérante à l'égard de l'art gothique et oriental, qu'il l'a ensuite mené à critiquer sévèrement des œuvres de Michel-Ange, du Bernin et d'Alessandro Algardi.
Raphael Mengs est un portraitiste aigu et pénétrant, à tel point qu'il s'est imposé comme l'un des protagonistes majeurs de la scène du portrait romain aux côtés d'Angelica Kauffmann et de Pompeo Batoni, son rival. Onorato Caetani n'a pas manqué de louer le caractère essentiel et l'introspection de sa peinture : « Mengs m'a peint et a lu mon personnage dans ma physionomie ; que vous voyez dans mes lettres, Batoni m'a peint avec cette physionomie avec laquelle je me cache. Bref, Mengs m'a peint comme me connaît M. de Felice [correspondant de Caetani], Batoni comme Rome me connaît ».
Sans compter les nombreuses peintures de la galerie de Madrid, L'Ascension (1751-66) et Saint Joseph (1751-66), exposés dans la cathédrale de la Sainte-Trinité de Dresde, Persée et Andromède à Saint-Pétersbourg, et le plafond de la villa Albani doivent être comptés parmi ses meilleures œuvres avec le Portrait de Charles III (1761) au musée du Prado à Madrid.

## Ouvrages

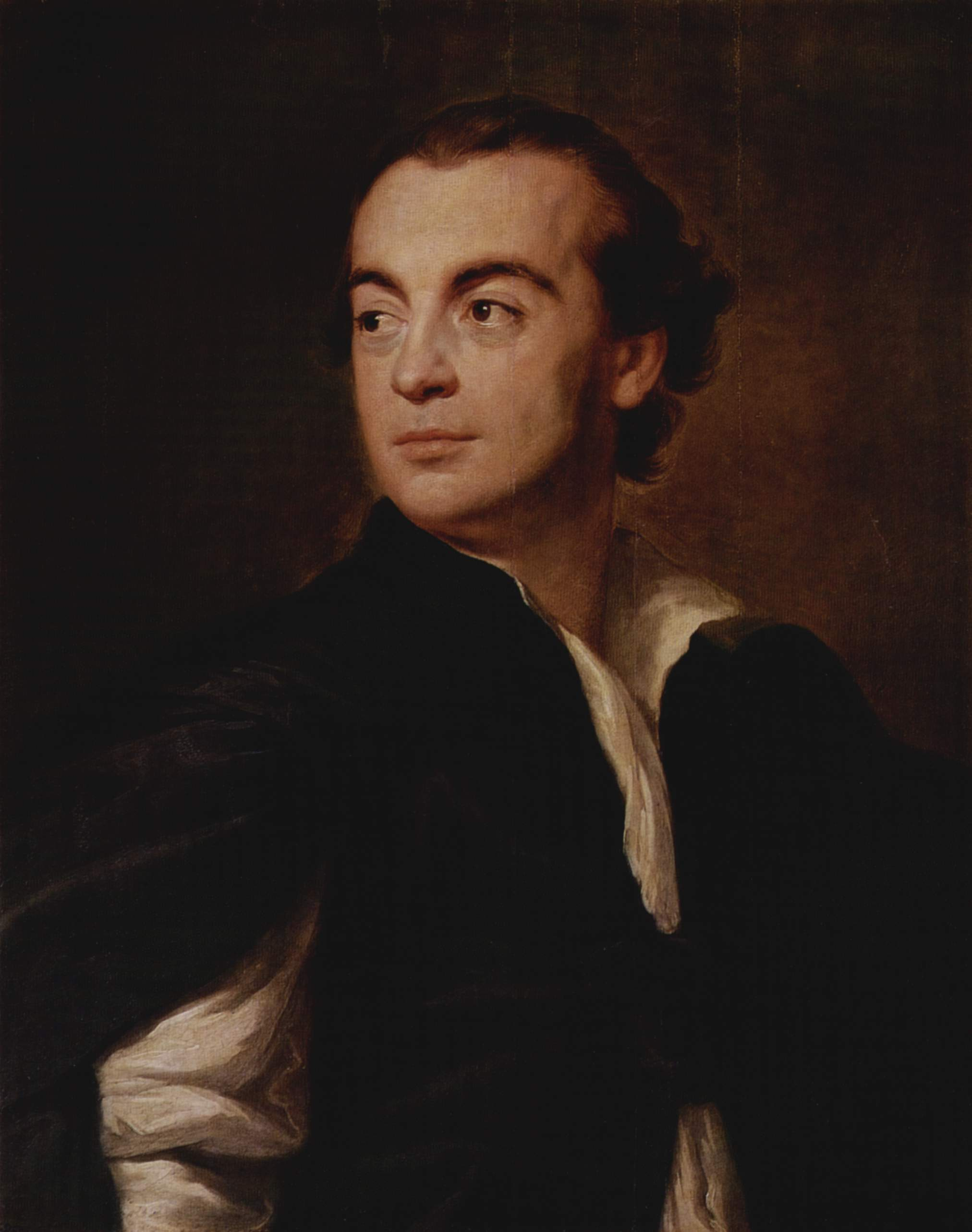
Portrait de J.J. Winckelmann, 1774.

Raphael Mengs a formalisé sa vision de l'art dans le traité Gedanken über die Schönheit und über den Geschmack in der Malerei publié en 1762 à Zurich. Dans cette œuvre, l'artiste théorise l'imitation des grands maîtres comme le seul outil capable d'atteindre une beauté idéale, celle qui n'existe pas dans la nature, mais qui est le résultat d'un choix de ce qu'elle a de meilleur ; il s'élève également contre la peinture des XVIIe et XVIIIe siècles, condamnant l'utilisation par le premier du clair-obscur et du pathos dramatique et religieux excessif et les thèmes du second dépourvus d'intention morale et éducative.
Dans ses écrits, rédigés en espagnol, en italien et en allemand, Raphael Mengs met en avant sa théorie éclectique de l'art, où il considère que la perfection peut être atteinte par une habile combinaison des diverses excellences : la conception grecque combinée avec l'expression de Raphaël, le clair-obscur du Corrège, et la couleur de Titien. Son intimité avec Johann Joachim Winckelmann, qui a constamment écrit sous sa dictée, est d'une importance historique, car il n'a formé aucun disciple, et le critique doit maintenant faire appel au Jugement de Mengs par Winckelmann et son siècle de Goethe.

## Œuvres
- Autoportrait (1744-1745), pastel sur papier, 55 × 42 cm, Gemäldegalerie Alte Meister, Dresde[17]
- Portrait de Domenico Annibali (1750), huile sur toile, 125 × 95 cm, Pinacothèque de Brera, Milan[18]
- L'Ascension du Christ, (1756), Cathédrale de la Sainte-Trinité de Dresde[19];
- Le Triomphe de saint Eusèbe, (1757), fresque, église Sant'Eusebio, Rome ;
- Portrait de Ferdinand Ier, (1759), Musée de Capodimonte, Naples[20]
- Portrait posthume de Johann Joachim Winckelmann (v.1777), huile sur toile, 63 × 49 cm, Metropolitan Museum of Art, New York[21]
- Le Parnasse (1760-1761), Villa Albani, Rome ;
- Charles III d'Espagne, (1761), huile sur toile, 154 × 110 cm, Musée du Prado, Madrid[22]
- Portrait de Marie-Louise de Parme, princesse des Asturies, (v.1767), huile sur toile, 152 × 110 cm, Musée du Prado, Madrid ;
- L'Adoration des bergers, (1770), huile sur bois, 158 × 191 cm, Musée du Prado, Madrid ;
- Autoportrait (1773), huile sur bois, 97 × 73 cm, Musée des Offices, Florence[23]
- Le Rêve de Saint Joseph (1773-1774), huile sur bois, 114 × 86 cm, Kunsthistorisches Museum, Vienne[24]
- Autoportrait (1774), huile sur panneau d'acajou, 73 × 56 cm, Walker Art Gallery, Liverpool[25]
- Autoportrait, (v.1775), huile sur toile, 102 × 77 cm, Musée de l'Ermitage, Saint-Pétersbourg ;
- Le Jugement de Pâris, (v.1757), huile sur toile, 226 x 295 cm, Musée de l'Ermitage, Saint-Pétersbourg ;
- Maria Luisa de Parme (1765-1769), huile sur toile, 48 × 38 cm, Musée du Prado, Madrid[26]
- La Flagellation du Christ (1769), Palais Royal de Madrid.
- Persée et Andromède (1770-1776), huile sur toile, Musée de l'Ermitage, Saint-Pétersbourg
- Autoportrait (1771-1777), huile sur toile, 73 × 61 cm, Accademia ligustica di belle arti, Gênes[27]
- Portrait du pape Clément XIII (1758), musée du XVIIIème siècle, Venise.
- Autoportrait (1776), Collection particulière.
- Marie-Louise de Parme dit autrefois Amélie Christine de Saxe, 129 × 97 cm, Musée du Louvre[28]

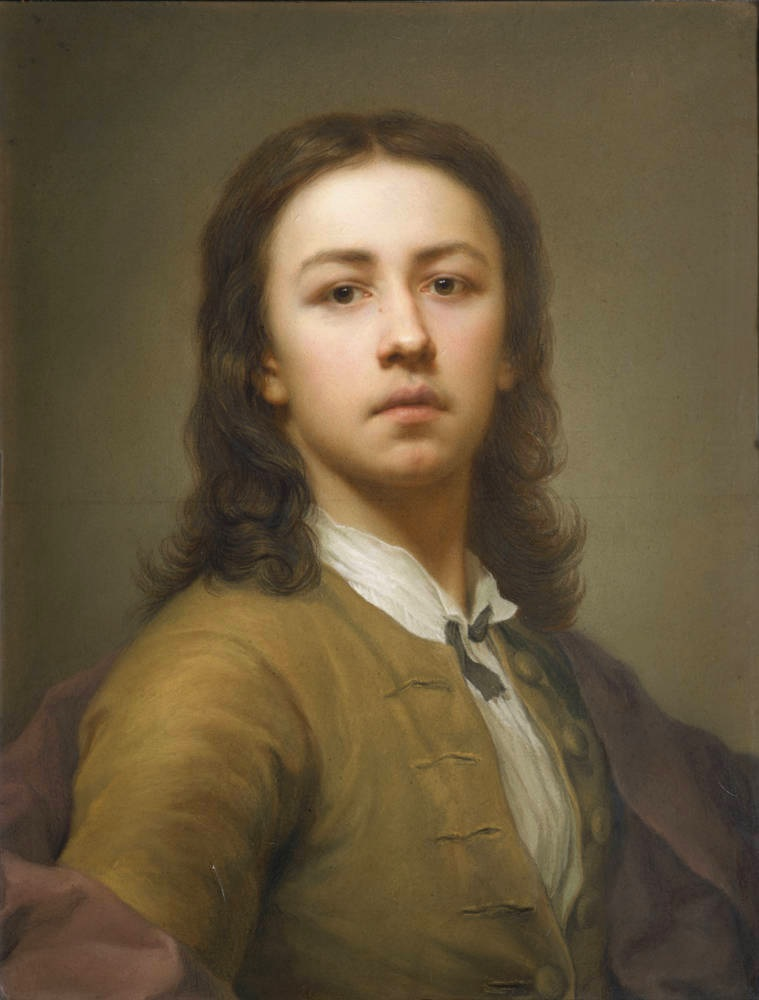
Autoportrait (1744).
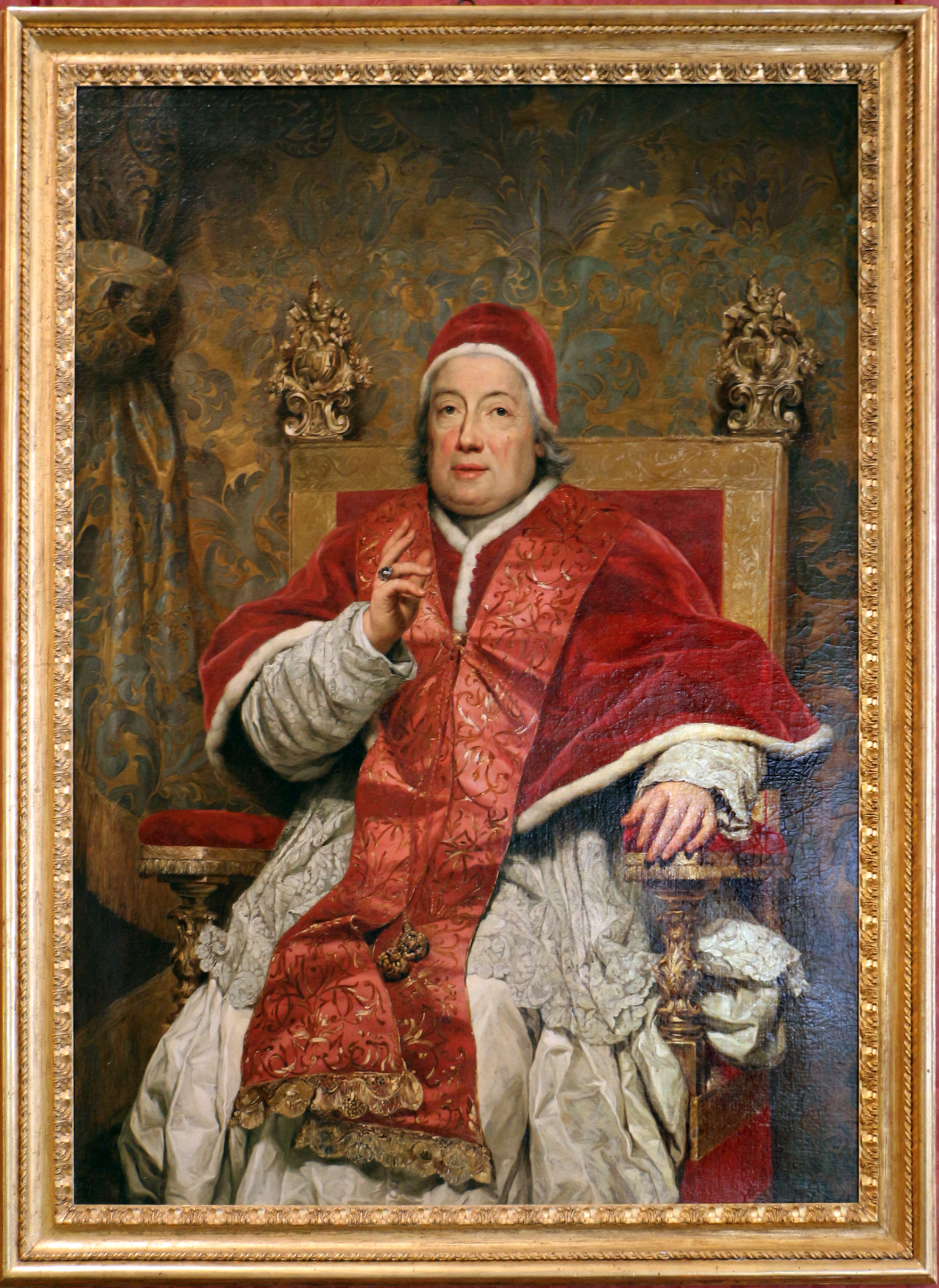
Portrait du Pape Clément XIII (1758), Musée du XVIIIème siècle, Venise
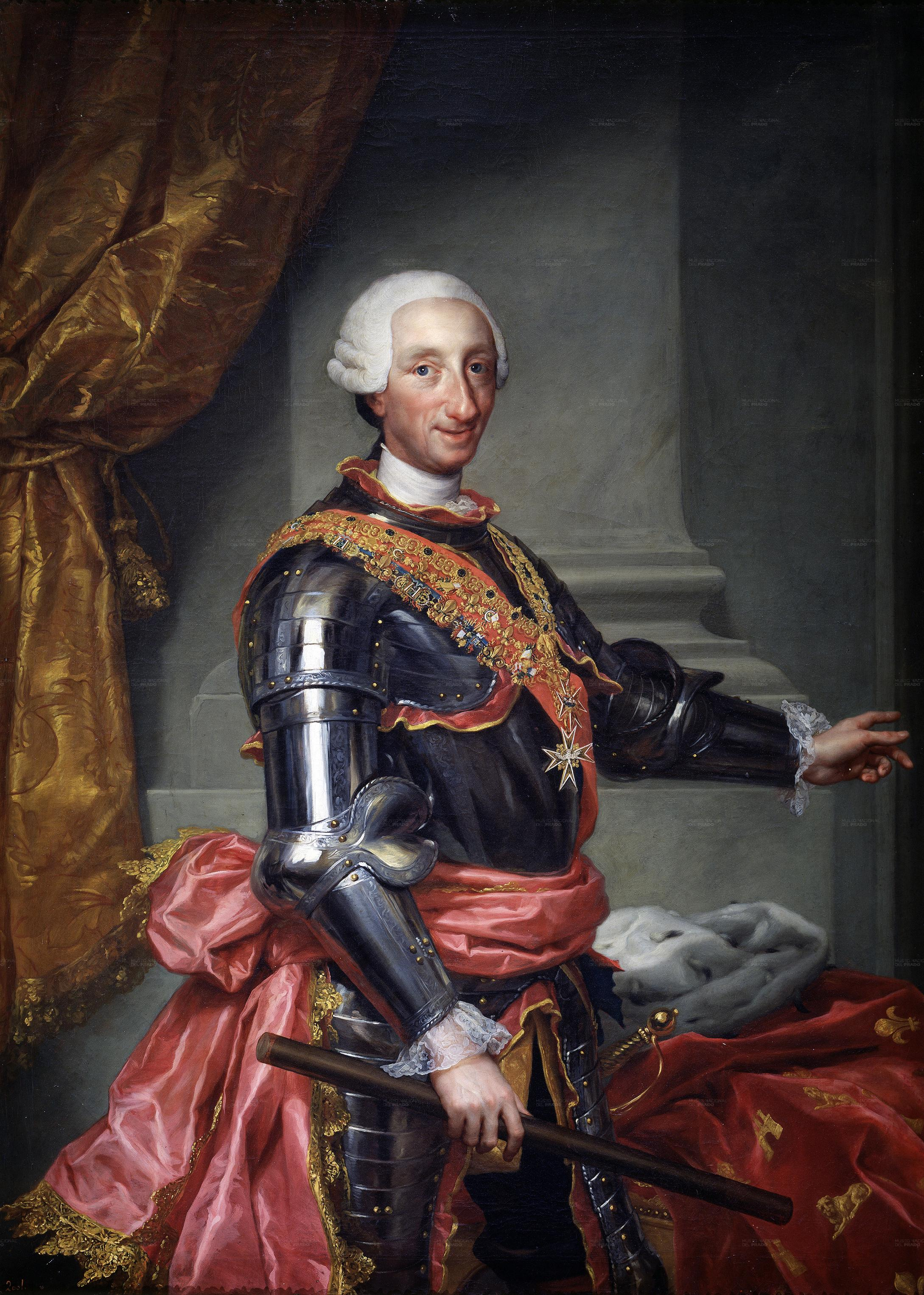
Portrait de Charles III d'Espagne (1761).
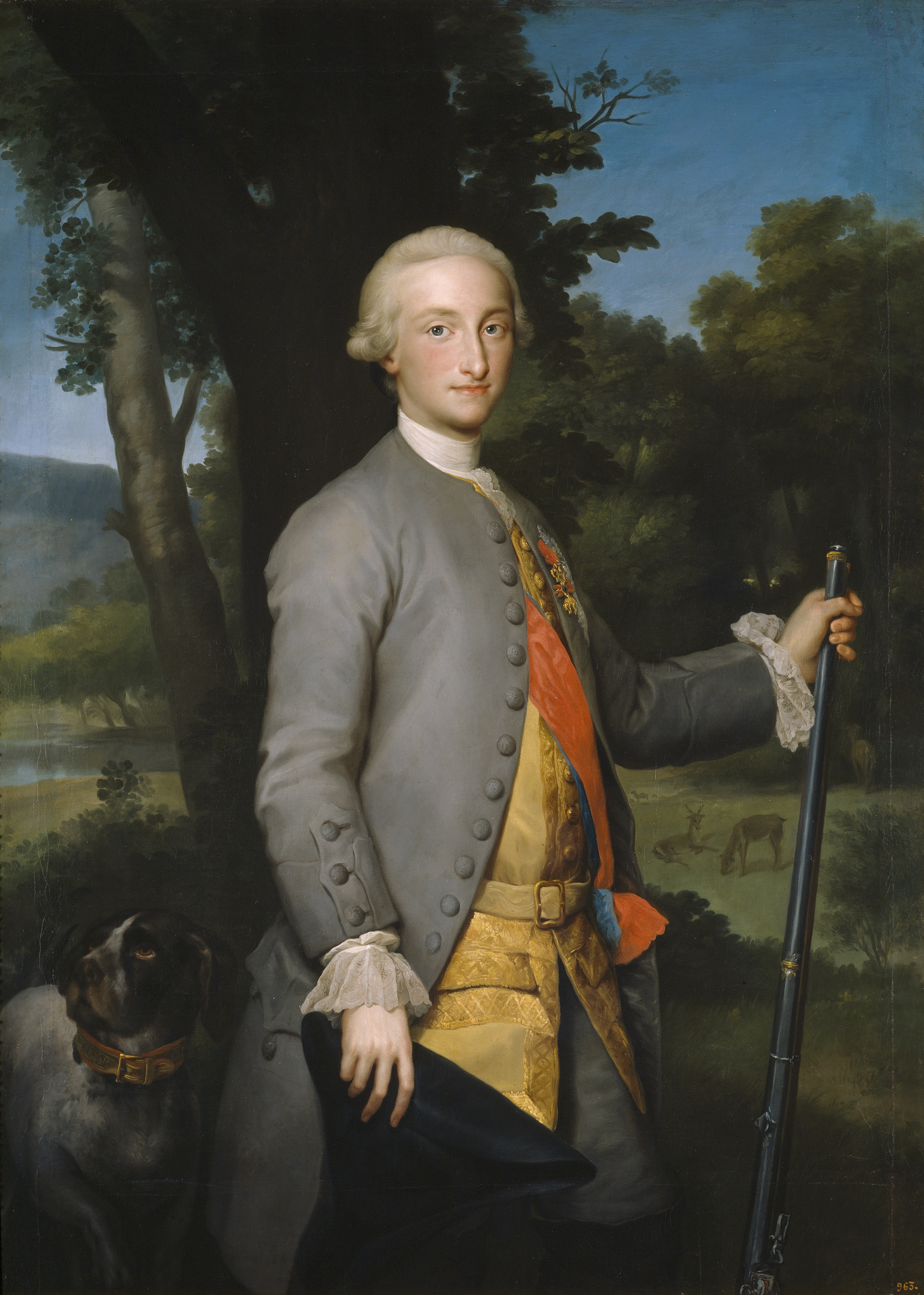
Portrait de Charles IV d'Espagne (1765).
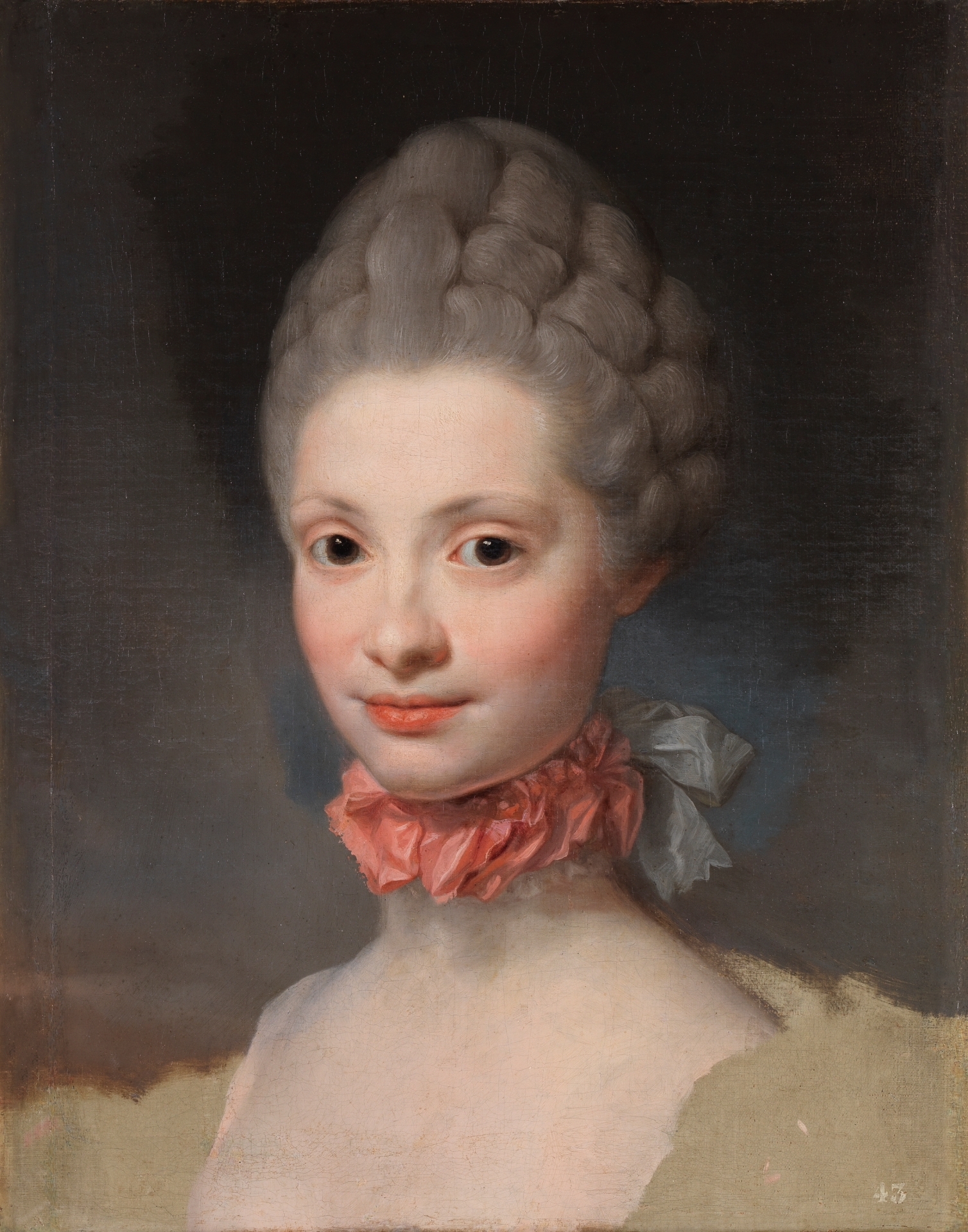
Marie-Louise de Parme, (1765-1769) Musée du Prado.
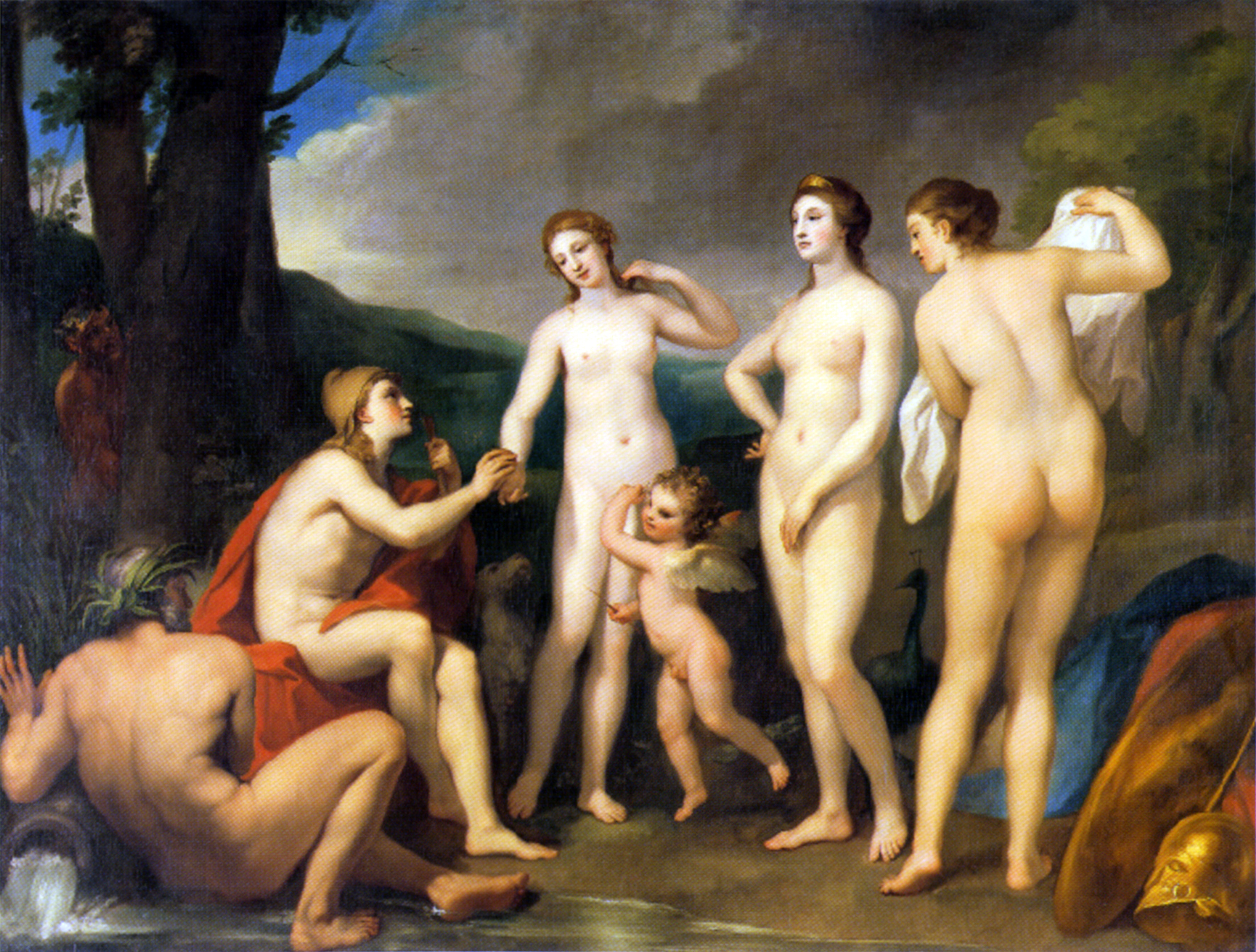
Le Jugement de Pâris (v. 1757).
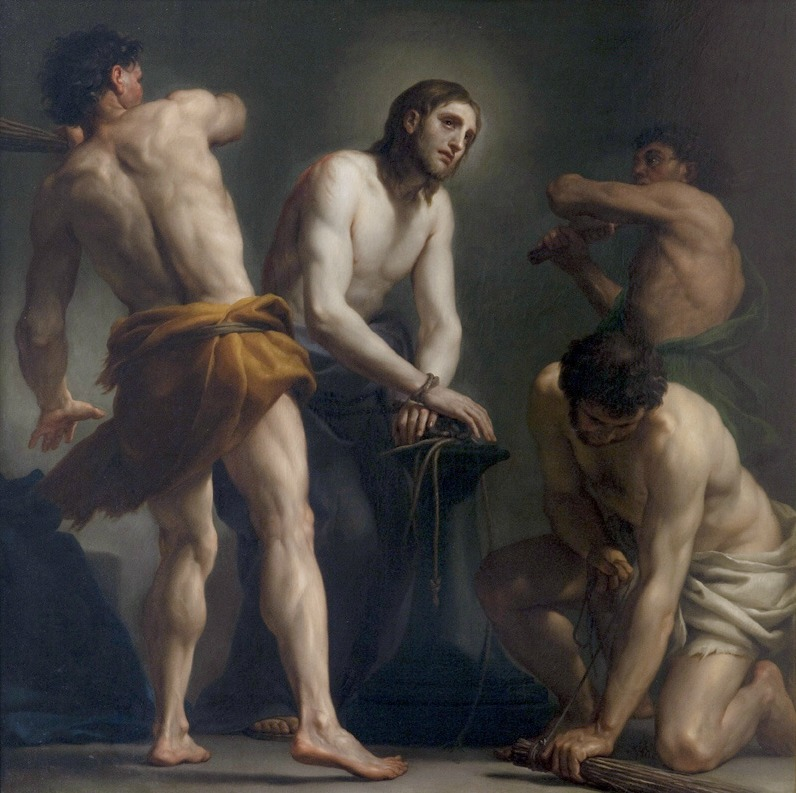
La flagellation du Christ (1769), Palais Royal de Madrid
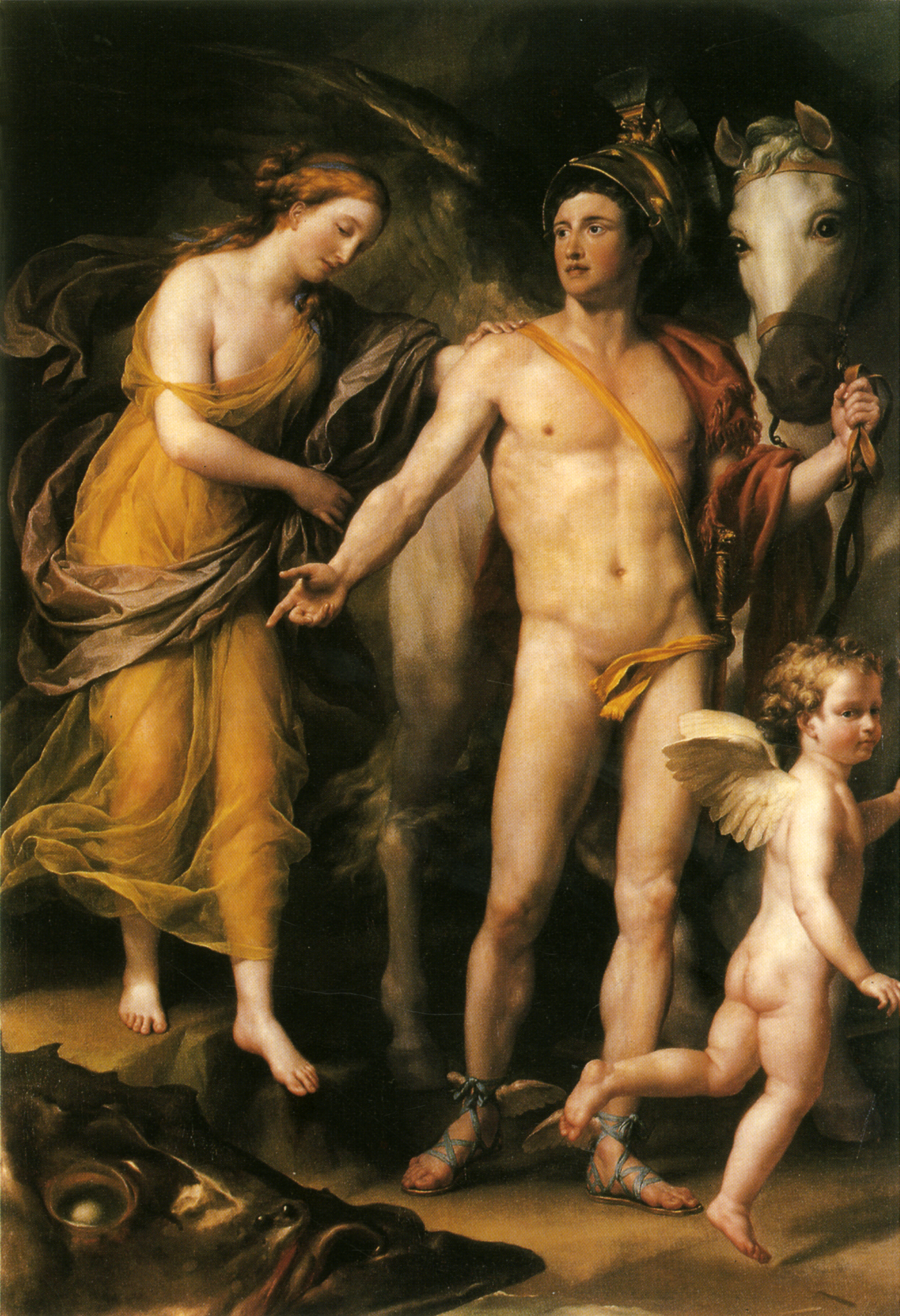
Persée et Andromède (1770-76).
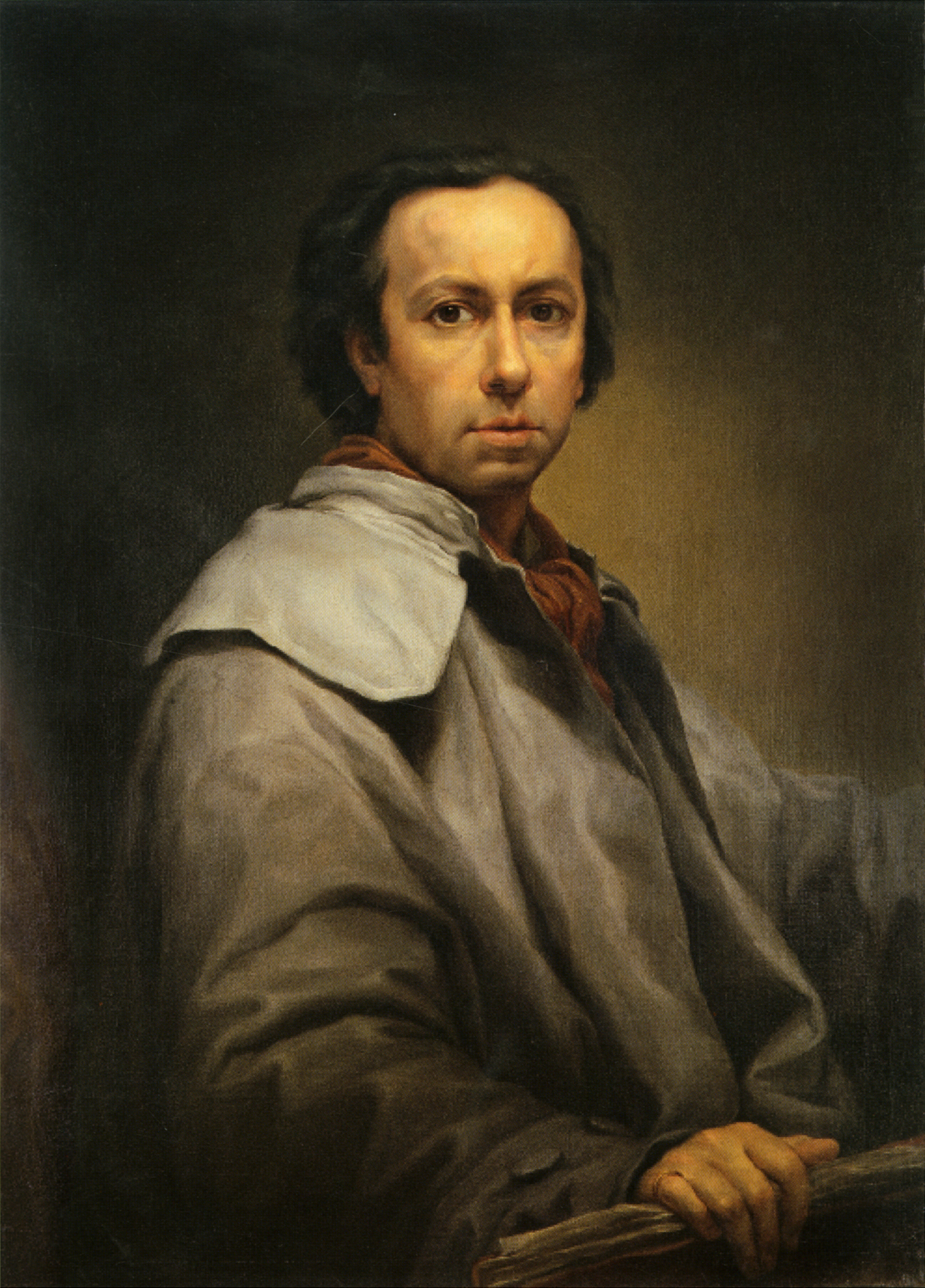
Autoportrait (1776), Collection privée

## Postérité
Stendhal est particulièrement cruel à propos de Mengs dans ses Promenades dans Rome (1829) : 

« (...) Raphaël Mengs, qui, pendant un demi-siècle, a passé pour un grand peintre, grâce au charlatanisme adroit de M. d'Azara. En 1802, on admirait encore le Moïse de Mengs. »